# Công nghệ bàn phím
Bàn phím máy tính có thể được phân loại theo công nghệ công tắc (switch) mà chúng sử dụng. Bàn phím chữ và số máy tính thường có 80 đến 110 công tắc khá bền, thường là một cho mỗi phím. Việc lựa chọn công nghệ chuyển đổi ảnh hưởng đến phản hồi phím (phản hồi tích cực mà phím đã được nhấn) và hành trình trước (khoảng cách cần thiết để nhấn phím để nhập ký tự một cách đáng tin cậy). Các mẫu bàn phím mới hơn sử dụng các loại lai tạo của các công nghệ khác nhau để đạt được mức tiết kiệm chi phí cao hơn.

## Các loại

### Bàn phím màng cao su
Có hai loại bàn phím dựa trên màng cao su, bàn phím màng phẳng và bàn phím màng bấm chiều dài phím đầy đủ:
Bàn phím màng phẳng thường được tìm thấy trên các thiết bị như lò vi sóng hoặc máy photocopy. Một thiết kế phổ biến bao gồm ba lớp. Lớp trên cùng có các nhãn được in ở mặt trước và các sọc dẫn được in ở mặt sau. Dưới lớp này, nó có một lớp đệm, giữ hai lớp trước và sau để chúng không tiếp xúc với điện. Lớp phía sau có các sọc dẫn được in vuông góc với các lớp phía trước. Khi được đặt cùng nhau, các sọc tạo thành một lưới. Khi người dùng đẩy xuống tại một vị trí cụ thể, ngón tay của họ sẽ đẩy lớp trước xuống qua lớp đệm để đóng mạch tại một trong các giao điểm của lưới. Việc này báo cho bộ xử lý điều khiển máy tính hoặc bàn phím rằng một nút cụ thể đã được nhấn.
Nói chung, bàn phím màng phẳng không tạo ra phản hồi vật lý đáng chú ý. Do đó, các thiết bị sử dụng những vấn đề này phát ra tiếng bíp hoặc đèn flash khi nhấn phím. Chúng thường được sử dụng trong môi trường khắc nghiệt nơi mà việc chống nước hoặc rò rỉ là mong muốn. Mặc dù được sử dụng trong những ngày đầu của máy tính cá nhân (trên máy tính bảng Sinclair ZX80, ZX81 và Atari 400), chúng đã được thay thế bằng bàn phím chuyển động cơ và bàn phím tactile.
Bàn phím dựa trên màng gõ chiều dài phím đầy đủ là bàn phím máy tính phổ biến nhất hiện nay. Chúng có bàn phím / công tắc bằng nhựa một mảnh, ấn xuống màng để điều khiển tiếp xúc trong ma trận công tắc điện.

### Bàn phím switch hình vòm

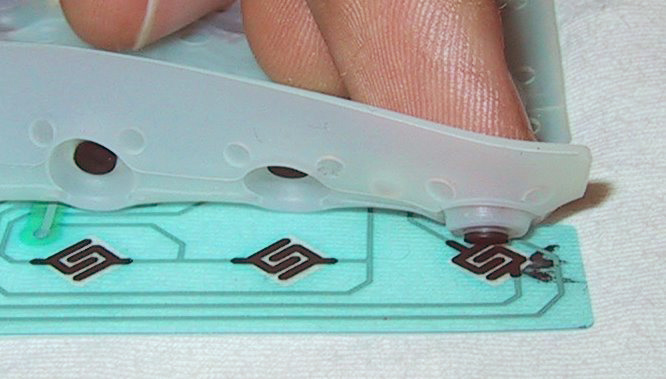
Bàn phím switch hình vòm hoạt động như thế nào: Ngón tay ấn xuống vòm để nối mạch

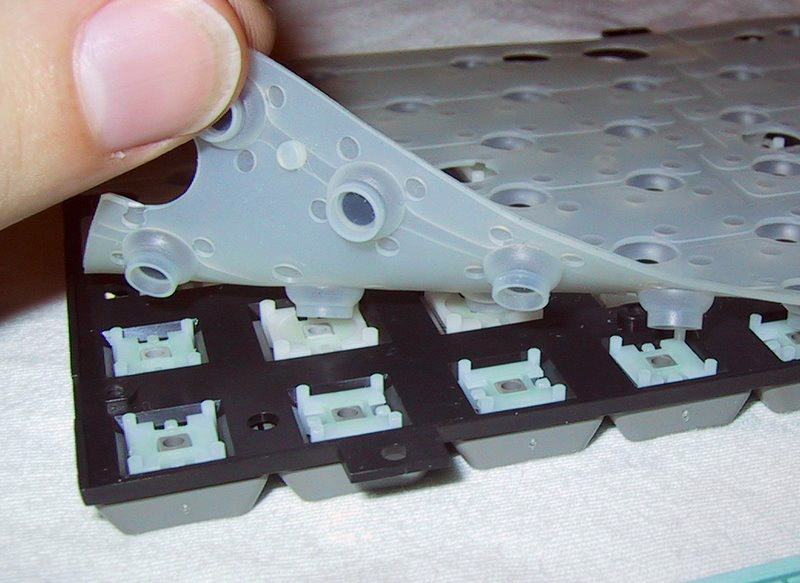
Các switch vòm với các phím (bàn phím lộn ngược trong hình ảnh này)

Bàn phím công tắc vòm là sự kết hợp giữa màng phẳng và bàn phím chuyển đổi cơ học. Họ mang hai dấu vết bảng mạch với nhau dưới bàn phím cao su hoặc silicon bằng cách sử dụng công tắc "vòm" kim loại hoặc vòm hình thành polyurethane. Các công tắc vòm kim loại là những miếng thép không gỉ, khi được nén, mang lại cho người dùng phản hồi xúc giác rõ nét, tích cực. Các loại công tắc vòm kim loại này rất phổ biến, thường đáng tin cậy trong hơn 5 triệu chu kỳ và có thể được mạ bằng niken, bạc hoặc vàng. Các công tắc vòm cao su, thường được gọi là polydomes, được hình thành các vòm polyurethane nơi bong bóng bên trong được phủ bằng than chì. Trong khi các polydomes thường rẻ hơn so với các vòm kim loại, chúng không có hình dạng rõ nét của các vòm kim loại và thường có thông số kỹ thuật có tuổi thọ thấp hơn. Polydomes được coi là rất yên tĩnh, nhưng những người theo chủ nghĩa thuần túy có xu hướng thấy chúng "ủy mị" vì mái vòm sụp đổ không cung cấp nhiều phản ứng tích cực như mái vòm kim loại. Đối với kim loại hoặc polydomes, khi nhấn phím, nó sẽ thu gọn vòm, kết nối hai dấu vết mạch và hoàn thành kết nối để nhập ký tự. Hoa văn trên bo mạch PC thường được mạ vàng.
Cả hai đều là công nghệ chuyển đổi phổ biến được sử dụng trong bàn phím thị trường đại chúng ngày nay. Loại công nghệ chuyển đổi này được sử dụng phổ biến nhất trong các bộ điều khiển cầm tay, điện thoại di động, ô tô, điện tử tiêu dùng và thiết bị y tế. Bàn phím switch vòm cũng được gọi là bàn phím switch trực tiếp.

### Bàn phím switch hình cái kéo

Cơ chế switch hình kéo

Một trường hợp đặc biệt của công tắc vòm bàn phím máy tính là công tắc cắt kéo. Các phím được gắn vào bàn phím thông qua hai miếng nhựa lồng vào nhau theo kiểu "cắt kéo", và gắn vào bàn phím và phím. Nó vẫn sử dụng vòm cao su, nhưng cơ chế cái kéo bằng nhựa đặc biệt liên kết keycap với pít-tông làm giảm vòm cao su với hành trình ngắn hơn nhiều so với bàn phím vòm cao su thông thường. Thông thường bàn phím chuyển mạch cắt kéo cũng sử dụng màng 3 lớp làm thành phần điện của công tắc. Họ cũng thường có tổng khoảng cách di chuyển ngắn hơn (2mm thay vì 3,5 - 4mm cho các phím bấm với switchvòm tiêu chuẩn). Loại keyswitch này thường được tìm thấy trên bàn phím tích hợp trên máy tính xách tay và bàn phím được bán trên thị trường là 'cấu hình thấp'. Những bàn phím này thường yên tĩnh và các phím cần ít lực để nhấn.
Bàn phím switch hình kéo thường đắt hơn một chút. Chúng khó làm sạch hơn (do sự di chuyển hạn chế của các phím và nhiều điểm đính kèm của chúng) nhưng cũng ít có khả năng bị các mảnh vỡ trong đó vì các khoảng trống giữa các phím thường nhỏ hơn (vì không cần thêm chỗ để cho phép 'ngọ nguậy' trong phím, như thường thấy trên bàn phím màng).

### Bàn phím điện dung
Trong loại bàn phím này, nhấn một phím sẽ thay đổi điện dung của một tập hợp các miếng tụ điện. Mẫu này bao gồm hai miếng tụ điện hình chữ D cho mỗi công tắc, được in trên bảng mạch in (PCB) và được bao phủ bởi một lớp màng mỏng cách điện của sellermask hoạt động như một chất điện môi.
Mặc dù sự tinh vi của khái niệm, cơ chế chuyển đổi điện dung là đơn giản về mặt vật lý. Phần di động kết thúc với một phần tử bọt phẳng có kích thước bằng một viên thuốc aspirin, được hoàn thiện bằng lá nhôm. Đối diện công tắc là một PCB với các miếng tụ điện. Khi nhấn phím, giấy bạc bám chặt vào bề mặt PCB, tạo thành một chuỗi hai tụ điện giữa các miếng tiếp xúc và được tách ra bằng lớp bán mỏng, và do đó "rút ngắn" các miếng tiếp xúc với sự sụt giảm dễ dàng của phản ứng điện dung giữa họ. Thông thường, điều này cho phép một xung hoặc mạch xung được cảm nhận. Bởi vì công tắc không có tiếp xúc điện thực tế, không cần thiết phải gỡ lỗi. Các phím không cần phải được nhấn hoàn toàn để được kích hoạt, điều này cho phép một số người gõ nhanh hơn. Cảm biến cho biết đủ về vị trí của phím để cho phép người dùng điều chỉnh điểm truyền động (độ nhạy của phím). Điều chỉnh này có thể được thực hiện với sự trợ giúp của phần mềm đi kèm và riêng cho từng phím, nếu được thực hiện.
Bàn phím IBM Model F có thiết kế phím cơ bao gồm một lò xo vênh trên PCB điện dung, tương tự như bàn phím Model M sau này sử dụng màng thay cho PCB.
Công ty được biết đến nhiều nhất với công nghệ chuyển mạch điện dung (tĩnh điện) là Topre Corporation của Nhật Bản. Tuy nhiên, trong khi các sản phẩm của họ được bán trên eBay và Amazon (mới và đã qua sử dụng), chúng thường ít có sẵn ở các khu vực lớn trên thế giới. Công tắc chính của Topre sử dụng lò xo bên dưới vòm cao su. Các vòm cung cấp hầu hết các lực giữ cho phím không bị nhấn, tương tự như bàn phím màng, trong khi lò xo giúp với hành động điện dung.

### Bàn phím cơ

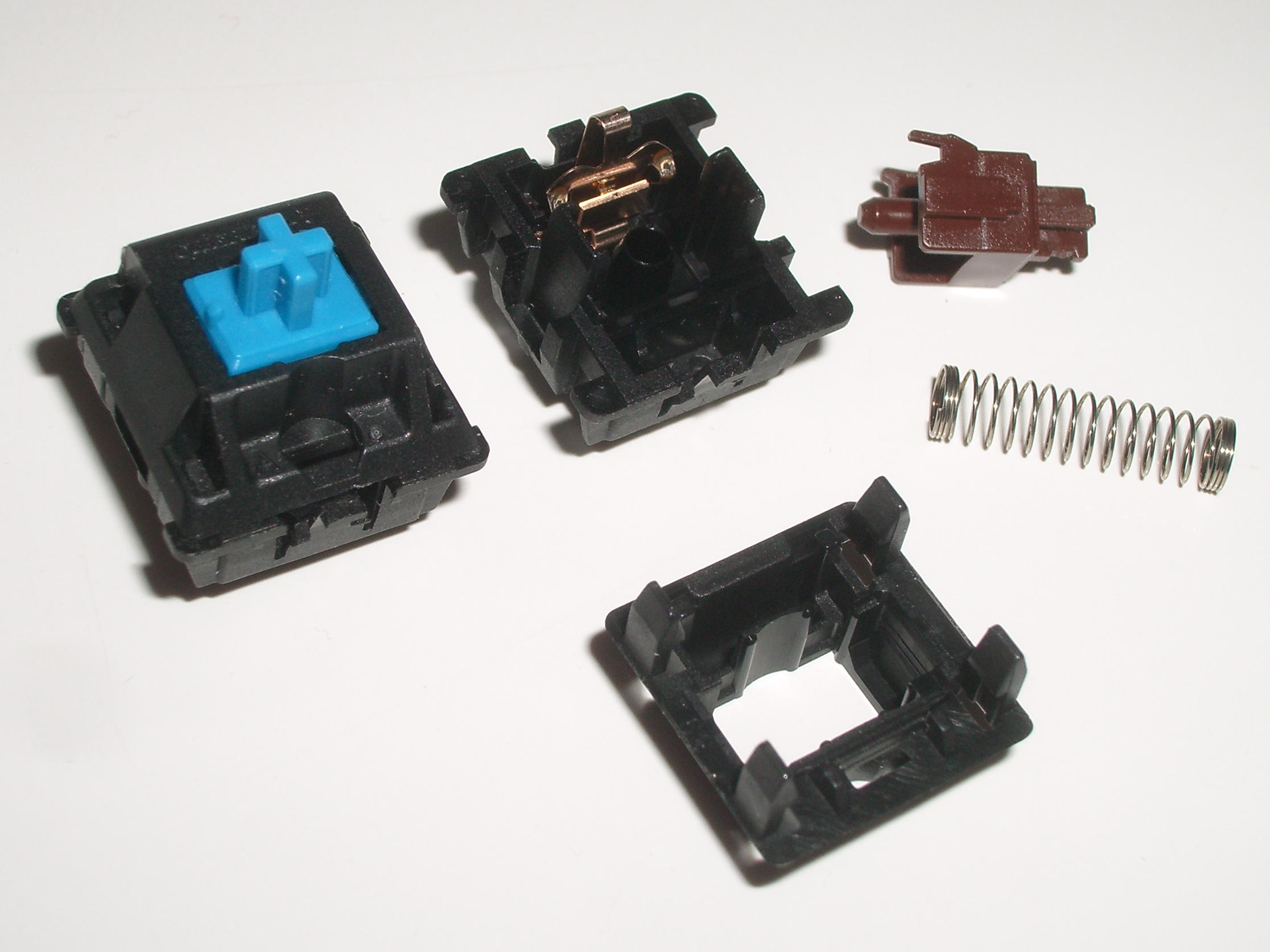
2 công tắc bàn phím cơ Cherry MX Blue

Mỗi phím trên bàn phím cơ chứa một công tắc hoàn chỉnh bên dưới. Mỗi công tắc bao gồm một vỏ, lò xo và stem, và đôi khi các bộ phận khác như lá xúc giác riêng biệt hoặc một thanh nhấp chuột. Công tắc có ba biến thể: linear với lực cản ổn định; tactile với một nút gồ lên không nghe thấy được; và clicky, một nút gồ lên với một tiếng kêu nghe được. Tùy thuộc vào điện trở của lò xo, các phím đòi hỏi một lượng áp lực khác nhau để tác động và chạm đáy. Hình dạng của stem cũng như thiết kế của vỏ công tắc thay đổi khoảng cách truyền động và khoảng cách di chuyển của công tắc. Lượng âm thanh được tạo ra bởi sự truyền động cũng có thể được thay đổi bằng cách bổ sung các bộ giảm chấn cao su. Giống như các loại bàn phím khác, bàn phím cơ cho phép loại bỏ và thay thế bàn phím, nhưng thay thế chúng là phổ biến hơn với bàn phím cơ do hình dạng stem thông thường.
Bàn phím cơ thường có tuổi thọ cao hơn bàn phím màng hoặc bàn phím công tắc vòm. Chẳng hạn, các công tắc Cherry MX có tuổi thọ dự kiến là 50 triệu lần nhấp cho mỗi công tắc, trong khi các công tắc từ Razer có tuổi thọ được đánh giá là 60 triệu lần nhấp cho mỗi công tắc.
Nhà sản xuất switch cơ khí chính hiện nay là Cherry. Alps Electric, một nhà sản xuất lớn trước đây, đã kết thúc sản xuất vào đầu những năm 2000, nhưng các công tắc kiểu Alps tiếp tục được thực hiện bởi các công ty khác như Matias, Xiang Min (XM), Tai-Hao (APC)  và Hua-Jie (AK). Các nhà sản xuất chuyển đổi khác bao gồm Gateron, Kaihua (Kailh), Gaote (Outemu), Greetech, TTC  và Omron.